# Kohneh Lū
Kohneh Lū (persiska: کهنه لو, Kohnehlū) är en ort i Iran.   Den ligger i provinsen Östazarbaijan, i den nordvästra delen av landet, 500 km nordväst om huvudstaden Teheran. Kohneh Lū ligger 1 782 meter över havet och antalet invånare är 521.
Terrängen runt Kohneh Lū är huvudsakligen kuperad, men österut är den platt. Runt Kohneh Lū är det ganska glesbefolkat, med 27 invånare per kvadratkilometer. Närmaste större samhälle är Mehtarlū, 17,1 km sydost om Kohneh Lū. Trakten runt Kohneh Lū består i huvudsak av gräsmarker.